# Sigmar Stadlmeier
Sigmar Stadlmeier (* 1964 in Wels, Oberösterreich) ist ein österreichischer Völkerrechtler, stellvertretender Institutsleiter und Universitätsprofessor an der Johannes-Kepler-Universität Linz (JKU).

## Leben
Sigmar Stadlmeier ist verheiratet und hat zwei Töchter. Er absolviere zwischen 1982 und 1983 seinen Militärdienst als Offizier der Reserve beim Österreichischen Bundesheer. Er studierte von 1983 bis 1988 Rechtswissenschaften an der JKU Linz. 1991 wurde er dort promoviert. Von 1989 bis 1997 war er Universitätsassistent am Institut für Völkerrecht und Internationale Beziehungen der JKU Linz. 1991 bis 1992 absolvierte er ein postgraduales Studium an der London School of Economics and Political Science (LSE) der University of London mit dem Abschluss einen LL.M. 1997 habilitierte er an der Rechtswissenschaftlichen Fakultät der JKU Linz; es wurde ihm die venia docendi für die Fächer „Europarecht und Völkerrecht“ verliehen.
Stadlmeier ist stellvertretender Institutsleiter und Universitätsprofessor am Institut für Völkerrecht und Internationale Beziehungen der Rechtswissenschaftlichen Fakultät der Johannes Kepler Universität Linz. 2002 wurde sein Lehrstuhl durch die Europäische Kommission zum Jean-Monnet-Lehrstuhl ernannt. Er hatte mehrere Gastprofessuren inne, unter anderem an der University of Victoria, IUC Dubrovnik, De Montfort University Leicester und der University of Glasgow.

## Mitgliedschaften
Er ist unter anderem Mitglied der European Air Law Association (EALA), London (seit 1997), des Deutschen Luftrechtsforums (seit 2015), der Deutschen Gesellschaft für Internationales Recht (seit 2002), der Nationalen Kommission für Internationales Humanitäres Völkerrecht beim Bundesministerium für Europa, Integration und äußeres (seit 2010) und Präsidialrates der Österreichischen Gesellschaft für Europarecht (2003 bis 2012). 2013 wurde er zum Vizepräsident der Österreichischen Gesellschaft für Europarecht. Von 1993 bis 2011 war er Mitglied bei der katholischen Studentenverbindung K.a.V. Austro-Danubia im ÖCV.
Stadlmeier hat zahlreiche Schriften zu Themen des Völkerrechts veröffentlicht; er ist seit 2003 Mitglied des Board of Editors des Croatian Yearbook of European Law und seit 2008 Mitglied des Board of Editors der Austrian Review of International and European Law (ARIEL).
Im Jahr 2022 wurde Sigmar Stadlmeier vom Bundespräsidenten zum Rechtsschutzbeauftragten des Militärbefugnisgesetzes bestellt.

## Ehrungen und Auszeichnungen
- Quelle-Wissenschaftspreis (1991)
- Talentförderungsprämie Wissenschaft des Landes Oberösterreich (1991)
- Kardinal-Innitzer-Förderungspreis für Rechts- und Staatswissenschaften (1998)

## Forschungsprojekte
- Smart Scout, (2016–2018) Sensor-basierte Führungsunterstützung bei Einsatzszenarien im Bereich der Öffentlichen Sicherheit[6]
- Komplettierung und Kommentierung der international-rechtlichen Teile der webseite www.luftfahrtrecht.at, (2012)[7]

## Schriften
- Dynamische Interpretation der dauernden Neutralität, (1991) ISBN 3-428-07098-4
- Gegenwärtiger Stand und zukünftige Entwicklungen des EU-Binnenmarktes, Karollus, Köck & Stadlmeier Trauner Verlag 2006, ISBN 3-85487-967-9
- Völkerrecht I, LexisNexis Verlag 2009 (5. Auflage), ISBN 3-7007-4188-X
- Völkerrecht II, LexisNexis Verlag 2009 (5. Auflage), ISBN 3-7007-4189-8
- Public International Law. Text, Cases and Materials. Textbook, Haslinger & Stadlmeier, (2019) ISBN 978-3-902883-39-1
- Unternehmer brauchen Freiheit – Gesetzgebung der EU erklärt an Hand einiger Beispiele aus der Praxis, Rübig & Stadlmeier, (2013) ISBN 978-3-99033-170-5

## Sonstiges
Sigmar Stadlmeier erlangte die Privatpilotenlizenz (PPL) und das allgemeine Funkbetriebszeugnis, ICAO-Sprachkompetenz in Englisch und Deutsch auf Level 6 (Muttersprachler). Seine Hobbys sind die Luftfahrt, Musik (Keyboard, Orgel) und Sport (Luftsport, Laufen).